# ドクター・ノウ
ドクター・ノウ（Dr. Know）、本名 ゲイリー・ミラー（Gary Miller、1958年9月15日 - ）は、アメリカのミュージシャン。ワシントンD.C.出身のハードコアパンクバンド、バッド・ブレインズのギタリストとして頭角を現した。同バンドは革新的な音楽スタイルで高い評価を受け、史上最も偉大で影響力のあるパンクロックバンドの一つとされている。評論家のリック・アンダーソンは、ミラーの「ハードコアパンクの荒々しい直接性と、ほとんど超自然的な技巧を、それぞれのアプローチの力強さを損なうことなく融合させる能力」を称賛している。

## 経歴
ワシントンD.C.生まれのミラーは、モス・デフのグループ、ブラック・ジャック・ジョンソンとは共演しているものの、バッド・ブレインズ以外でのレコーディングや演奏はほとんどしていない。彼はまた、コヒード・アンド・カンブリアのファーストアルバム『The Second Stage Turbine Blade』収録曲「Time Consumer」でソロ演奏を披露した。また、デフトーンズとは『Saturday Night Wrist』でコラボレーションしたが、アルバムには収録されていない。2010年初頭、ペンシルベニア州フィラデルフィアのトロカデロ・シアターで開催された「ベスト・オブ・シーズン」に出演し、ポール・グリーンズ・スクール・オブ・ロック・ミュージックの生徒たちと2曲を演奏した。
2012年のドキュメンタリー映画『Bad Brains: A Band in D.C.』の中で、ミラーはBad Brains結成以前、メンバーたちはディスコやモダンジャズなど、様々な音楽から影響を受けていたことを明かしている。The Dead Boysなどのアンダーグラウンドバンドの演奏がきっかけで、彼らはパンクロックに目覚めた。
2000年代には、ニューヨーク州ウッドストック地区の自然食品食料品店、サンフロストファームズで働き始めた。

### 健康問題
2015年11月に心臓発作を起こし、病状は急速に多臓器不全へと進行した。約2週間にわたり生命維持装置を装着し、生存率は5%と診断された。バンドメンバーはGoFundMeを通じてファンに支援を呼びかけ、ミラーのリハビリ費用を賄うよう呼びかけた。約3ヶ月の入院後、彼は完全回復に必要な理学療法と治療を受けるため、医療リハビリテーション施設に移された。

### 最新のプロジェクト
2016年、ミラーは、デフトーンズ、チーム・スリープ、パームス、クロッセズのボーカル兼ギタリストであるチノ・モレノ、メデスキ・マーティン&ウッドのジャズ・キーボード奏者ジョン・メデスキ、クロッセズとチーム・スリープの共同メンバーであるベーシストのチャック・ドゥーム、ギタリストのデヴィッド・トーン、そしてクロ・マグスとバッド・ブレインズのドラマーであるマッキー・ジェイソンとともにスーパーグループ、サウダージを結成した。